# Electrophaes aurata
Electrophaes aurata är en fjärilsart som beskrevs av Moore 1867. Electrophaes aurata ingår i släktet Electrophaes och familjen mätare. Inga underarter finns listade i Catalogue of Life.